# ユメのなかノわたしのユメ
「ユメのなかノわたしのユメ」は、伊藤真澄の6枚目のシングル。2012年8月8日にLantisから発売された。

## 概要
前作「透明な祈り」から約3年ぶりのリリースであり、2012年1枚目のシングル。
表題曲「ユメのなかノわたしのユメ」は、テレビアニメ『人類は衰退しました』のエンディングテーマとして起用された。自身のシングル表題曲がテレビアニメの主題歌に起用されるのは2枚目のシングル「優しい愛の羽」から5作連続。
ディスクジャケットには、アニメーション制作を手掛けたAIC ASTAによるわたし、妖精さんのアニメ調のイラストが描かれている。

## チャート成績
2012年8月20日付のオリコン週間シングルチャートで57位を獲得。初動売上は0.1万枚を記録した。デイリーチャートでは8月9日付で最高位の38位を獲得した。
2012年8月20日付のBillboard JAPAN Hot Singles Salesで52位、2012年8月18日放送分のCOUNT DOWN TV内のThis Week's TOP 100で64位を獲得した。

## 批評
CDジャーナルは、「エッジのたったリズムセクションと優雅なストリングスの対比がユニークな曲。」と評した。

## 収録曲
（全作詞：畑亜貴、作曲・編曲：伊藤真澄）
1. ユメのなかノわたしのユメ [5:31]
Guitar：オオニシユウスケ、Bass：渡辺等、Drums：宮田繁男、String：真鍋ストリングス
  - テレビアニメ『人類は衰退しました』エンディングテーマ

伊藤と上野洋子による音楽ユニット『Oranges & Lemons』の1枚目のシングル「空耳ケーキ」をパワーアップしたような可愛くブラックな曲[5]。
2. 星が降って困るから [4:40]
3. ユメのなかノわたしのユメ 〜ピアノと唄ver〜 [5:39]
4. ユメのなかノわたしのユメ 〜はたらく妖精さんver〜 [2:17]
5. ユメのなかノわたしのユメ 〜クスノキの里ver〜 [2:30]
6. ユメのなかノわたしのユメ（Off Vocal）